# سيلفيو كرول
سيلفيو كرول (بالألمانية: Sylvio Kroll) هو لاعب جمباز فني ألماني، ولد في 29 أبريل 1965 في لوبن في ألمانيا.

## وصلات خارجية
- سيلفيو كرول على موقع الاتحاد الدولي للجمباز (licence) (الإنجليزية)
- سيلفيو كرول على موقع الاتحاد الدولي للجمباز (biography) (الإنجليزية)
- سيلفيو كرول على موقع أوليمبيديا (الإنجليزية)